# Cry Cry
«Cry Cry» (en castellano: «Llora, llora») es una canción de la cantante alemana Oceana, lanzada como el primer sencillo de su álbum debut, Love Supply. El tema tuvo un éxito notable en Europa, llegando a entrar en las listas de Alemania, Suiza y Austria; y entrando en el top 10 en España y Hungría.
El sencillo fue escrito por la propia cantante, además de Marcus Brosch, Tobias Neumann (ambos también productores del mismo) y Anes Krpic.
Debido al éxito cosechado por esta canción en gran parte de Europa, la cantante fue escogida para interpretar el tema oficial de la Eurocopa 2012, «Endless Summer».

## Recepción

### Crítica
Joshua dos Santos, de Reel Artsy, indicó que «"Cry Cry" utiliza una simple melodía de piano y algunas palmadas para contar una historia de esperanza perdida, que explota con una conmovedora energía por encima de unas trompetas de funk y un pegadizo redoble de tambor.», y finalmente aseguró que «todo el álbum (Love Supply) es magnífico.»

### Comercial
La canción obtuvo un éxito notable en las listas europeas, llegando al número 1 en las listas de Hungría, y se mantuvo durante 36 semanas en las listas de España llegando al número 8 en la lista elaborada por PROMUSICAE y al número 1 en la lista de Los 40 Principales, convirtiéndolo así en el mayor éxito de la cantante hasta el momento. El sencillo también entró en el top 50 de otros países europeos, como Bélgica, Alemania o Suiza.

## Vídeo musical
El 1 de julio de 2010, algunos meses después del lanzamiento oficial del tema como sencillo, se colgó un vídeo musical para Cry Cry en el canal oficial de YouTube de Ultra Music, en el que se intercalan planos de la cantante interpretando la canción y bailando en distintos espacios. El vídeo cuenta actualmente con más de ocho millones y medio de visitas en YouTube.

## Posiciones más altas en listas
| Alemania          | Media Control AG                  | 52 |
| Austria           | Austrian Singles Chart            | 73 |
| Bélgica (Flandes) | Ultratop 50 Singles               | 19 |
| Bélgica (Valonia) | Ultratop 40 Singles               | 25 |
| España            | Spanish Singles Chart             | 8  |
| España            | Los 40 Principales                | 1  |
| Hungría           | Mahasz - Rádiós Top 40            | 1  |
| Rumania           | Romanian Top 100 [cita requerida] | 1  |
| Suiza             | Swiss Singles Chart               | 39 |